# Інститут фізичної культури та здоров'я СНУ імені Лесі Українки
Інститут фізичної культури та здоров'я — один з інститутів Східноєвропейського національного університету імені Лесі Українки.

## Загальна інформація
Інститут фізичної культури та здоров'я здійснює підготовку фахівців в галузі «Фізичне виховання, спорт і здоров'я людини» за спеціальностями «Фізичне виховання», «Спорт», «Здоров'я людини» за кваліфікаційними рівнями бакалавр, спеціаліст і магістр.
Для здобуття фаху студенти Інституту фізичної культури та здоров'я мають змогу навчатись на денній, екстернатній та заочній формах. Враховуючи потреби сучасного суспільства у нашому інституті також здійснюється підготовка фахівців за скороченим терміном навчання (заочна форма) на базі молодшого спеціаліста за спеціальностями «фізичне виховання» та «фізична реабілітація». На факультеті післядипломної освіти здійснюється підготовка фахівців за спеціальністю «фізична реабілітація».
Інститут фізичної культури та здоров'я займає одне з провідних місць у науковій діяльності Волинського національного університету імені Лесі Українки. З 1998р по 2000р в інституті працювала спеціалізована вчена рада К 32.051.02 за спеціальністю 24.00.02 — фізична культура, фізичне виховання різних груп населення, для захисту дисертацій на здобуття наукового ступеня кандидата наук з фізичного виховання та спорту. За період її викладачами інституту фізичної культури та здоров'я захищена 21 кандидатська дисертація.
У 2009р в інституті створена спеціалізована вчена рада по захисту кандидатських дисертацій на здобуття наукового ступеня кандидата педагогічних наук за спеціальністю: 13.00.02 — теорія та методика навчання (фізична культура, основи здоров'я).
При Інституті діє наукова школа доктора наук з фізичного виховання і спорту, професора Цьося А. В., у якій здійснюється написання докторських та кандидатськиї дисертацій. Вагомим доробком Анатолія Васильовича є понад 12 захищених під його керівництвом кандидатських дисертацій та опублікування 114 наукових праць, серед яких 5 монографій і навчальних посібників.
Активізувалась робота товариства аспірантів і студентів інституту, у складі якого працює 19 наукових гуртків та проблемних груп і задіяно 154 студенти. Наукове товариство аспірантів і студентів інституту традиційно проводить круглий стіл «Молодь і наука: проблеми, досягнення, перспективи», предметні олімпіади та конкурси наукових робіт.
Студенти інституту беруть активну участь у всеукраїнських і міжнародних конференціях, неодноразово відзначався рівень доповідей оргкомітетами конференцій. Так, студентки Турковець О. (43 група) та Мут Т. (35 група). взяли участь у Міжнародній студентській конференції «Mlody czlowiek z europy wschodniej na skrzyzowaniu kultur» у Piotrkowie Trybunalskim в Польщі в травні 2010 р. (науковий керівник — доцент Альошина А. І.).
Деканат Інституту фізичної культури та здоров'я надає великого значення спортивно-масовій та виховній роботі. Молодіжний спортивний клуб Волинського національного університету імені Лесі Українки щорічно проводить спартакіади серед студентів та викладачів університету з різних видів спорту. Працюють куратори, тренери та викладачі, формуючи світогляд студентів. Безпосередній виховний вплив на студентів здійснювався у ході відповідних масових заходів, індивідуальній, позааудиторній виховній роботі. В Інституті фізичної культури та здоров'я традиційними стали такі масові заходи, як «Крос першокурсника», «День студента», «Дні здоров'я», «Студентські забави». Студенти та викладачі Інституту систематично надають матеріальну допомогу та організовують фізкультурно-оздоровчі заходи в спеціалізованій школі-інтернаті села Липляни Ківерцівського району.
Підготовка фахівців здійснюється на навчально-тренувальній базі до складу якої входить: два ігрових зали, три тренажерних, зал аеробіки, зал загальної фізичної підготовки, гімнастичний та тенісний спортивні зали, стадіон, аудиторії, спортивно-оздоровчий табір «Гарт» на озері Світязь на території Шацького природного національного парку, читальний зал та бібліотека, комп'ютерний клас, музей Волинського державного університету імені Лесі Українки, Палац культури, санаторій-профілакторій, гуртожитки, заклади громадського харчування.
Покращилась і матеріально-технічна база Інституту. У спортивному комплексі побудовано і укомплектовано тенісний та тренажерний зали, проведено капітальний ремонт гімнастичного та ігрового залів, залу для аеробіки, аудиторій та приміщень. Закуплено сучасний тренажерний комплекс, аудиторії та кафедри обладнано новими меблями, створено Музей спортивної слави, упорядкована територія навколо навчального корпусу.
Значними є спортивні здобутки студентів Інституту фізичної культури та здоров'я, які беруть участь в змаганнях різного рангу. Наші студенти виступали на Олімпіадах в Барселоні, Нагано, Сідней, Афінах та Пекіні.
а останні роки у спортивному комплексі побудовано і укомплектовано тенісний та тренажерний зали, проведено капітальний ремонт гімнастичного та ігрового залів, залу для аеробіки, аудиторій та приміщень. Зміцнилась і матеріальна база — закуплено сучасний тренажерний комплекс, аудиторії та кафедри обладнено новими меблями, створено музей спортивної слави, змінилась і територія навколо корпусу.
Відкрито новий спортивний майданчик біля корпусу № 1, стадіон біля гуртожитку № 3, завершується будівництво спортивно-оздоровчого табору «Гарт» на о. Світязь, який відповідає сучасним стандартам, планується побудова плавального басейну та студентського містечка із сучасними спортивно-оздоровчими спорудами.

## Структура
Підготовку студентів з даного напрямку здійснює професорсько-викладацький склад семи кафедр: теорії і методики фізичного виховання, фізичної реабілітації, олімпійського та професійного спорту, спортивно-масової та туристичної роботи, спортивних ігор, валеології та безпеки життєдіяльності, здоров'я і фізичної культури. Серед досвідчених фахівців 6 професорів, 4 доктори наук, 52 кандидати наук і доценти, 14 майстрів спорту, 1 майстер спорту міжнародного класу.

### Кафедра теорії і методики фізичного виховання
Завідувач кафедри — доктор наук з фізичного виховання і спорту, професор Цьось Анатолій Васильович.
Кафедра теорії і методики фізичного виховання була організована в 1971 році. Володіючи необхідними знаннями, уміннями та навичками з проблеми фізичного виховання різних груп населення, у ході свого становлення і розвитку, вона пройшла шлях від викладання теорії і методики фізичного виховання на факультеті фізичної культури до різнобічної загальноуніверситетської роботи з широкого формування сучасного спеціаліста з фізичного виховання. Особливий напрямок — формування вмінь і навичок фізичного розвитку та оздоровлення дітей при проведенні навчально-виховного процесу.
Кафедра має тісні зв'язки з Національним університетом фізичного виховання і спорту України, Львівським державним інститутом фізичної культури, факультетами фізичного виховання Тернопільського Національного педагогічного університету, Вінницького педагогічного університету, Переяслав-Хмельницького педагогічного університету, Свентокризською педагогічною академією (Польща, м. Пйотрку-Трибунальські) та іншими навчальними і науковими закладами.
Підготовка фахівців освітньо-кваліфікаційного рівня «бакалавр» здійснюється за галуззю знань 0102 «Фізичне виховання, спорт і здоров'я людини» напряму підготовки «Фізичне виховання». Форми навчання: денна, заочна.

### Кафедра спортивних ігор
Завідувач кафедри, кандидат наук з фізичного виховання і спорту, доцент Цюпак Юрій Юрійович.
Кафедра заснована у 1999 році. На кафедрі працюють групи підвищення спортивної майстерності з таких видів спорту: настільний теніс(тренер-викладач Цюпак Ю. Ю.), волейбол (тренер-викладач Швай О. Д.), футбол (тренер-викладач Смолюк В. І.), плавання (тренери-викладачі Розпутняк Б. Д. та Цюпак Ю. Ю.), гандбол (тренер-викладач Гнітецький Л. В.), баскетбол (тренери-викладачі Поляковський В. І. та Грициляк С. М.). За роки існування кафедри спортивних ігор підготовлено чимало висококваліфікованих спеціалістів фізичної культури і спорту, які успішно працюють у школах, наукових установах, у вищих навчальних закладах, спортивних та громадських організаціях.

### Кафедра фізичної реабілітації
Завідувач кафедри Альошина Алла Аванівна.

### Кафедра спортивно-масової та туристичної роботи
Завідувач кафедри спортивно-масової та туристичної роботи, кандидат наук з фізичного виховання і спорту, доцент Бичук Олександр Іванович.
Кафедра творена у 2006 році наказом № 3-к від 10.01.2006 року.
Кафедра спортивно-масової та туристичної роботи здійснює діяльність в різних напрямках:
- навчально-методичну діяльність по підготовці кваліфікованих фахівців з фізичного виховання і спорту;
- спортивно-масову роботу по підвищенню спортивної майстерності студентів з таких видів спорту як футбол, спортивна гімнастика, спортивний туризм;
- фізкультурно-оздоровчу роботу серед учнівської і студентської молоді по зміцненню здоров'я, формуванню позитивної мотивації до здорового способу життя;
- наукову роботу по проблемах: удосконалення системи професійно-педагогічної підготовки фахівців з фізичного виховання, науково-методичне обґрунтування спортивно-масової роботи з різними групами населення;
- виховну роботу по формуванню всебічно гармонійно розвинутої особистості людини, суспільної культури поведінки та етики.

### Кафедра олімпійського та професійного спорту
Завідувач кафедри Добринський Володимир Семенович.

### Кафедра здоров'я та фізичної культури
Завідувач кафедри здоров'я і фізичної культури, кандидат наук із фізичного виховання і спорту, доцент Вольчинський Анатолій Ярославович.
Історія розвитку кафедри розпочалася в 1940 році зі створення Луцького вчительського інституту, на базі якого організовано фізико-математичний, філологічний та історичний факультети. Ще на той час фізичне виховання в інституті було невід'ємною частиною навчально-виховного процесу. У 1950 році вчительський інститут реорганізовано в педагогічний і на його базі створено кафедру фізичного виховання, завідувачем якої призначено учасника Великої Вітчизняної війни Левицького Р. І. Склад кафедри в той час нараховував 6 викладачів, діяльність яких спрямовувалася на розвиток у студентів основних фізичних якостей, поліпшення здоров'я, формування рухових умінь і навичок, залучення їх до активної участі у фізкультурному та спортивному житті інституту.
Згодом на базі інституту створено нові факультети, збільшено набір студентів, розширено склад викладачів, поліпшено матеріальну базу, зокрема збудовано спортивний зал та спортивно-оздоровчий табір на оз. Світязь. Впровадження нових видів спорту (ручний м'яч, фехтування, плавання, настільний теніс, спортивне орієнтування, біатлон, спортивна гімнастика) у фізкультурно-оздоровчу діяльність студентів сприяло комплектуванню збірних команд інституту для участі в обласних та республіканських змаганнях, де студенти неодноразово виборювали призові місця.
Згодом кількісний і якісний склад кафедри зріс, з'явилися викладачі з науковими званнями та вченими ступенями (Гітік Л. С., Палига В. Д. та ін.) покращилася науково-дослідна робота. Зокрема залучено до наукової діяльності викладачів: Байбулу В. О., Поляковського В. І., Гаврилейко Н. М., Демчука С. П., Ткача П. М. Значну роботу проведено викладачами, які брали участь у колективній науковій темі «Удосконалення масової оздоровчої, фізкультурної і спортивної роботи зі студентами педінституту», закоординованій в Академії педагогічних наук СРСР.
У зв'язку з переходом Завацького В. І. на посаду декана факультету фізичного виховання, завідувачем кафедри обрано Демчука С. П. Під його керівництвом на кафедрі працювало вже 19 викладачів.
Матеріально-технічна база інституту і спортивно-оздоровчого табору розширилась. При гуртожитках № 2, 3, 5 запрацювали спортивні майданчики з нестандартним обладнанням.
Викладачами кафедри щорічно проводилася спартакіада студентів інституту із тринадцяти видів спорту, а також спартакіада групи здоров'я (викладачів і працівників інституту). Туризм і краєзнавство стали популярними серед студентської молоді.
У 1994 році на базі ЛДПІ створено Волинський державний університет імені Лесі Українки. Завідувачем кафедри фізичного виховання призначено кандидата педагогічних наук, доцента Цьося А. В., який вніс вагомий вклад у науковий потенціал кафедри.
За ініціативи Завацького В. І. і Цьося А. В. в 1998 р. при університеті створено спеціалізовану вчену раду К 32.051.02 за спеціальністю 24.00.02 — фізична культура, фізичне виховання різних груп населення на здобуття наукового ступеня кандидата наук з фізичного виховання і спорту. Головою ради обрано професора Приступу Є. Н., вченим секретарем — Цьося А. В.
У 1999 році кафедру фізичного виховання перейменовано на кафедру здоров'я і фізичної культури. Протягом останніх років зріс науковий потенціал кафедри. Значна кількість викладачів захистили кандидатські дисертації й отримали звання доцента.
У 2001 році завідувачем кафедри призначено доцента Ткача П. М. У 2003 році на цю посаду обрано кандидата наук з фізичного виховання і спорту, доцента Вольчинського А. Я.
У 2010 році реконструйовано стадіон університету, у дворі навчального корпусу № 1 збудовано спортивний майданчик.
При кафедрі працює 2 студентські проблемні групи: 1) «Українські народні ігри в системі фізичного виховання дітей дошкільного віку». Керівником групи є кандидат наук із фіз. вих. і спорту, доцент Вольчинський А. Я.; 2) «Формування мотивації до занять фізичними вправами учнівської і студентської молоді». Керівник групи: канд. наук із фіз. вих. і спорту, доцент Пантік В. В. Метою роботи проблемних груп є поглиблене вивчення та з'ясування особливостей фізичного розвитку і поліпшення здоров'я учнів та студентів.

## Історія
Згідно з наказом № 120 Міністерства освіти від 26.05.1969 р. було створено факультет фізичного виховання Луцького державного педагогічного інституту. У зв'язку з реорганізацією інституту в 1993 році факультет став складовою Волинського державного університету імені Лесі Українки, а у 1994 році засновано Інститут фізичної культури та здоров'я.
Перший набір абітурієнтів становив лише 50 чоловік, переважна більшість яких була з Волинської області, близько 50 % демобілізовані з лав Радянської Армії. Випускники факультету отримували кваліфікацію — вчитель фізичної культури.

## Відомі випускники
- Лужний Олег — заслужений майстер спорту СРСР, член збірної СРСР з футболу, гравець команд «Динамо» (Київ), «Арсенал» (Лондон);
- Тимощук Анатолій — заслужений майстер спорту України, член збірної команди України, капітан команди «Шахтар» (Донецьк), гравець ф/к «Зеніт» (Росія); Баварія (Мюнхен),
- Водоп'янова Тетяна — заслужений майстер спорту, призер чемпіонату світу з біатлону;
- Петрова Олена — заслужений майстер спорту, призер Олімпійських ігор в Нагано,
- Андрій Розтока — заслужений майстер спорту дворазовий чемпіон світу та Європи, чемпіон Параолімпійських ігор, чемпіон Кубка світу,
- Гудзь Людмила — бронзовий призер Олімпійських ігор в Барселоні (гандбол)
- Савчук Валентина — майстер спорту міжнародного класу, учасниця Олімпійських ігор в Сіднеї, призер Всесвітньої універсіади
- Чупринін Кирило — майстер спорту міжнародного класу, учасник Олімпійських ігор в Сіднеї
- Миронюк Надія, майстер спорту міжнародного класу, чемпіон Європи, учасник Олімпіади в Пекіні
- Прокопук Надія — майстер спорту міжнародного класу, переможець кубка Європи, учасник Олімпіади в Пекіні
- Попович Микола — майстер спорту міжнародного класу, дворазовий призер Всесвітньої універсіади 1995 року
- Герасим'юк Олег — майстер спорту міжнародного класу, переможець Всесвітньої Універсіади з футболу (2007р)
- Котович Олександр — майстер спорту міжнародного класу, призер чемпіонату Європи
- Головницький Олександр — майстер спорту міжнародного класу, чемпіон світу з кросу
- Оксентюк Сергій — майстер спорту міжнародного класу, чемпіон світу з бігу на 100 км
- Юрій Омельченко  — майстер спорту, заслужений майстер спорту, майстер спорту міжнародного класу, чемпіон світу зі спортивного орієнтування
- Буділовська Жанна — майстер спорту, призер кубка Європи.